# Yupun Abeykoon
Abeykoon Mudiyansalage Yupun Priyadarshana (* 31. Dezember 1994 in Negombo) ist ein sri-lankischer Leichtathlet, der sich auf den Sprint spezialisiert hat. Aktuell ist er Inhaber der Landesrekord über 100 und 200 Meter.

## Sportliche Laufbahn
Erste internationale Erfahrungen sammelte Yupun Abeykoon im Jahr 2015, als er bei den Militärweltspielen in Mungyeong mit der sri-lankischen 4-mal-100-Meter-Staffel in 39,43 s die Bronzemedaille hinter den Teams aus Polen und der Dominikanischen Republik gewann. 2019 startete er mit der Staffel bei den Südasienspielen in Kathmandu und siegte dort in 39,14 s und stellte damit einen neuen Spielerekord auf. 2020 siegte er beim „Anhalt 2020“ mit neuem Landesrekord von 10,16 s im 100-Meter-Lauf und im Jahr darauf siegte er beim „Anhalt 2021“ in 10,09 s. Anschließend nahm er an den Olympischen Sommerspielen in Tokio teil und schied dort mit 10,32 s im Vorlauf aus. 2022 siegte er in 10,06 s beim „Anhalt 2022“ und im Juli kam er bei den Weltmeisterschaften in Eugene mit 10,19 s nicht über die erste Runde hinaus. Anschließend gewann er bei den Commonwealth Games in Birmingham in 10,14 s die Bronzemedaille über 100 Meter hinter dem Kenianer Ferdinand Omanyala und Akani Simbine aus Südafrika. 2025 kam er mit der Staffel bei den Asienmeisterschaften in Gumi im Vorlauf nicht ins Ziel.

## Persönliche Bestleistungen
- 100 Meter: 9,96 s (+1,6 m/s), 3. Juli 2022 in La Chaux-de-Fonds (sri-Lankischer Rekord)
  - 60 Meter (Halle): 6,59 s, 24. Januar 2021 in Ancona (sri-Lankischer Rekord)
- 200 Meter: 20,37 s (+0,1 m/s), 22. Mai 2022 in Grosseto (sri-Lankischer Rekord)